# Rc文件 (UNIX)
在 UNIX 世界，rc 经常被用作程序之启动脚本的文件名。它是“run commands”（运行命令）的缩写。这一缩写据说源于 1965 年 MIT CTSS 的 runcom 命令。